# 李輔 (曹魏)
李辅（?—?）。汝南郡汝阳县（今河南省商水县）人，三国时代曹魏武将。

## 生平
三国时期曹魏的前将军。李辅初为新城郡太守孟达部将，太和二年（228年），孟达联合诸葛亮反对曹魏。大都督司马懿率军围攻上庸时，李辅与孟达外甥邓贤斩杀孟达，开城投降。景元四年（263年），李辅为前将军。镇西将军钟会率领李辅、征蜀护军胡烈等从骆谷袭汉中。八月，军发洛阳，自斜谷入汉中后，钟会令李辅领兵一万，攻打蜀汉监军王含镇守的乐城。
一说伐蜀的李辅和孟达部将李辅是两个人。